# Marie Mergey
Marie Mergey (* 22. Februar 1922 oder 28. Februar 1922 in Fayl-Billot; † 8. April 2017 in Couilly-Pont-aux-Dames) war eine französische Schauspielerin. 

## Leben
Nach ihrem Debüt 1946 in Alain Resnais’ Ouvert pour cause d'inventaire neben Michel Auclair und Danièle Delorme folgten unter anderem die Julie in Jean Delannoys Die Schenke der Verlockung (1959) und die Adelaide neben Bourvil in Claude Autant-Laras Die grüne Stute (1959). Autant-Lara besetzt sie für Das Bett des Königs (1961) als Léonora Galigaï und als Pierre Mondys Frau, Madame Carderousse, in Der Graf von Monte Christo (1961). Ein weiteres Mal bei Resnais als
Madame Lopez in Der Krieg ist vorbei (1966). Im Fernsehen vor allem bekannt als gütige Bretonin Honorine im Sechsteiler Die Insel der dreißig Tode (1979). Sie führt Heldin Véronique (Claude Jade) auf die Insel Sarek und stürzt sich später im Wahn von den Felsen ins Meer. Des Weiteren als Madame Georges neben Christine Deschaumes, Sigmar Solbach und Nicole Jamet im Sechsteiler Die Geheimnisse von Paris (1980) nach Eugène Sue. Zu ihren späteren Rollen zählt u. a. Isabelle Hupperts Schwiegermutter in Claude Chabrols Madame Bovary (1991) und die Emilie in Der Hals der Giraffe (2004).

## Filmografie (Auswahl)
- 1959: Mit den Augen der Liebe (Les yeux de l'amour)
- 1959: Die grüne Stute (La jument verte)
- 1959: Wiesenstraße Nr. 10 (Rue des prairies)
- 1959: Die Schenke der Verlockung (Guinguette)
- 1961: Der Graf von Monte Christo (Le comte de Monte Cristo)
- 1961: Affäre Nina B. (L'affaire Nina B.)
- 1961: Das Bett des Königs (Vive Henri IV… vive l'amour!)
- 1963: Nacht der Erfüllung (Le Jour et l'Heure)
- 1966: Der Krieg ist vorbei (La guerre est finie)
- 1971: Bof
- 1974: Der Haarschnitt (La coupe à 10 Francs)
- 1976: Die Botschafter (Les ambassadeurs)
- 1976: Marie-poupée
- 1979: Die Insel der 30 Tode (L'île aux trente cercueils)
- 1981: Asphalt (Asphalte)
- 1991: Madame Bovary
- 1995: Seitensprung für Anfänger (Adultère, mode d'emploi)
- 1999: Die Unzertrennlichen (Inséparables)
- 2004: Der Hals der Giraffe (Le cou de la girafe)
- 2004: Was Frauen wirklich wollen (Tout le plaisir est pour moi)
- 2005: Julie Lescaut (Fernsehserie, 1 Folge)
- 2006: Mein bester Freund (Mon meilleur ami)
- 2006: La Crim’ (Fernsehserie, 1 Folge)
- 2009: Triff die Elisabeths! (La première étoile)